# Qaradağlı (Goranboy)
Qaradağlı è un comune dell'Azerbaigian situato nel distretto di Goranboy. Conta una popolazione di 2 928 abitanti.